# Костіков Валерій Іванович
Валерій Іванович Костіков (рос. Валерий Иванович Костиков, 11 липня 1937, Харків — 10 травня 2023) — радянський і російський вчений, спеціаліст у галузі високотемпературних конструкційних матеріалів, порошкової металургії, вуглеграфітових матеріалів та покриттів. Член-кореспондент РАН (1997). Лауреат Державної премії СРСР та Державної премії РФ.

## Біографія
Випускник Московського університету сталі ім. Й. В. Сталіна (1960). Відразу після закінчення інституту вступив на посаду старшого інженера у Державному науково-дослідному інституті конструкційних матеріалів на основі графіту.
Помер 10 травня 2023 року у віці 85 років .

## Наукові ступені, посади, почесні звання
Професор, доктор технічних наук, директор Державного науково-дослідного інституту конструкційних матеріалів на основі графіту, член-кореспондент Російської академії наук, академік Російської академії природничих наук, академік Російської та Міжнародної інженерних академій, Заслужений діяч науки і техніки РРФСР, Почесний металург, Заслужений інженер Росії, почесний доктор та професор Московського авіаційно-технологічного інституту ім. Ціолковського.

## Нагороди і премії
- Лауреат Державної премії СРСР
- Лауреат Державної премії Росії
- Орден Пошани (1996)[2]